# Nhuệ
De Nhuệ is een rivier in Vietnam. De rivier takt zich af van de Rode rivier. Dit gebeurt ter hoogte van Liên Mạc, in het district Từ Liêm van Hanoi. In 1831 bepaalt keizer Minh Mạng dat deze twee rivieren de grens vormt van onder andere Hanoi. Hanoi betekent letterlijk binnen de rivier.
De Nhuệ is ongeveer 75 kilometer lang. De rivier eindigt bij de samenvloeiing met de Đáy in Phủ Lý in de provincie Hà Nam. Tussen Hanoi en Phủ Lý monden nog tal van kleine riviertjes uit in de Nhuệ, zoals de La Khê bij Hà Đông, Tô Lịch, Vân Đình, Duy Tiên en Ngoại Độ.
De rivier wordt veel gebruikt om afvalwater te lozen. Dit gebeurt door veel fabrieken in Hanoi. Het zuurstofgehalte in de rivier is hierdoor laag en op sommige plaatsen compleet verdwenen.